# Walter Dendy Sadler
Walter Dendy Sadler (12 de mayo de 1854 – 13 de noviembre de 1923) fue un pintor inglés.

## Biografía
Walter Dendy Sadler nació en Dorking, una ciudad en Surrey en el sur de Inglaterra, y creció en Horsham, Sussex Occidental, Inglaterra. Fue el quinto hijo del abogado John Dendy Sadler. A la edad de 16 años, decidió convertirse en pintor y se matriculó durante dos años en la Escuela de Arte Heatherly en Londres. Sus hermanos George, Thomas y su hermana Kate también se convirieron en artistas. Posteriormente, estudió en Alemania bajo Burfield y Wilhelm Simmler. También se inspiró en el pintor británico James Moulton Burfield. 
Walter Dendy Sadler exhibió en la Galería Dudley desde 1872 y en la Real Academia desde el año siguiente hasta 1890. También fue miembro del Royal Society of British Artists. En 1897, Sadler se mudó a Hemingford Grey, Huntingdonshire, donde murió el 13 de noviembre de 1923, a los 69 años de edad.
Numerosas pinturas de Sadler se encuentran en colecciones de museo.

## Temas artísticos
Sadler pintaba a personas contemporáneas en su vida diaria y doméstica, mostrándolos con expresiones cómicas ilustrando su codicia, estupidez, etc. Sus escenarios normalmente giraban en torno a finales de los siglos XVIII y XIX con temas sentimentales, románticos y humorísticos. Antes de pintar una escena, elaboraba un encuadre con los locales y los ciudadanos del lugar que a menudo posaban como modelos. De hecho, es común ver a los mismos personajes en diferentes cuadros. La casa, el mesón, la oficina de abogados, el jardín y el campo de golf proporcionaban temas para su ingenio.